# Dorothea van Denemarken (1520-1580)

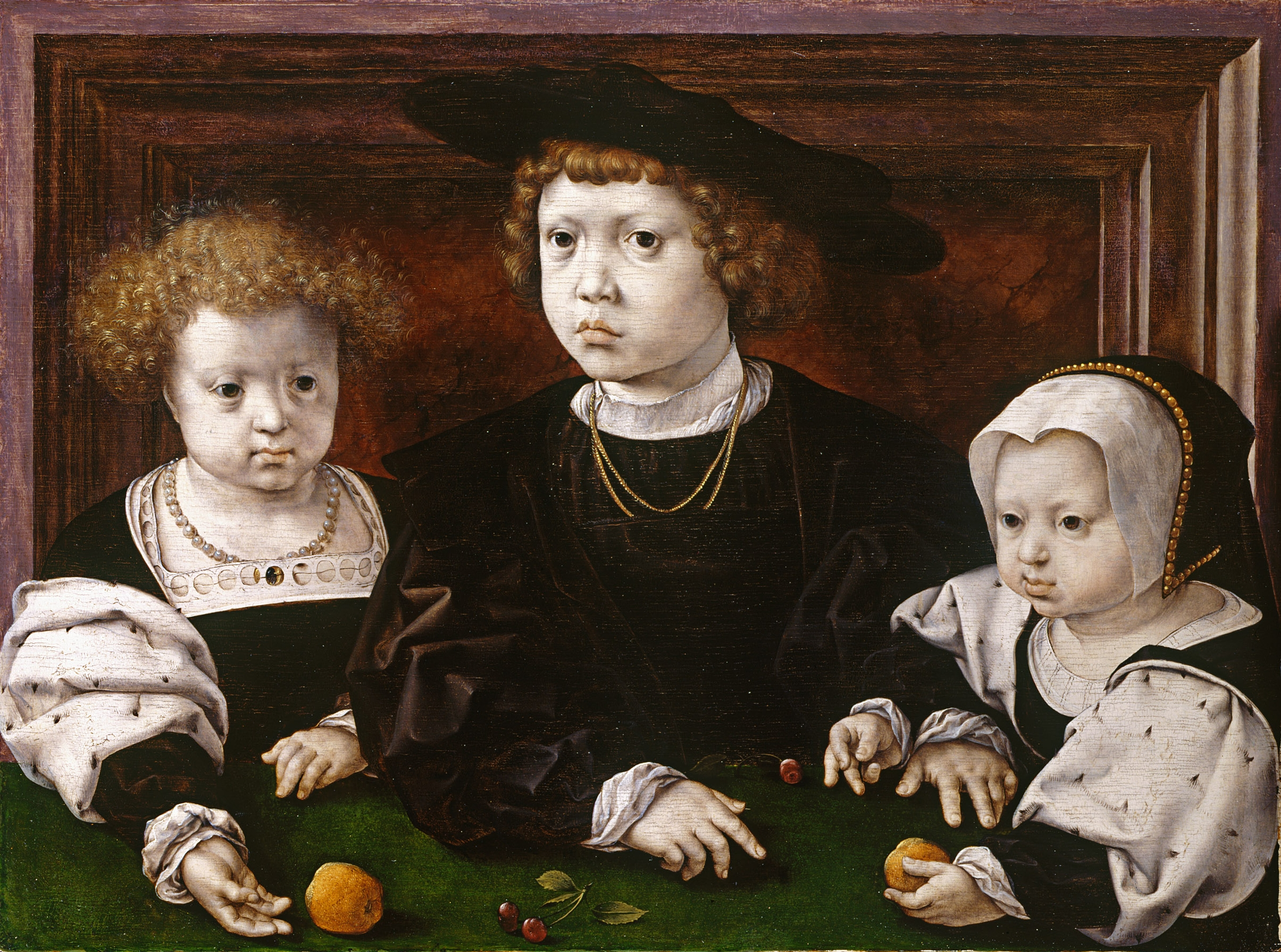
Dorothea (links) op vijfjarige leeftijd met haar broer Johan (8) en haar zusje Christina (3) in een schilderij van Jan Gossaert.

Dorothea van Denemarken (?, 10 november 1520 - Neumarkt in der Oberpfalz, 31 mei 1580) was een keurvorstin van de Rijnpalts.
Haar ouders waren koning Christiaan II van Denemarken en Isabella van Habsburg. Zij verloren in 1523 hun troon en woonden vanaf 1524 in ballingschap te Lier, waar ze hun kleine hof tot een centrum van lutheranisme maakten. Na de dood van Isabella in januari 1526 ontstond er controverse over de vraag of ze luthers dan wel katholiek was gestorven. Voor het Habsburgse hof was dit aanleiding om Dorothea en Christiaans andere kinderen bij hem weg te halen.
In 1535 trouwde zij in met de Heidelbergse keurvorst Frederik II van de Palts en werd daarmee paltsgravin en later ook keurvorstin.
Dorothea had aan het keurvorstenhof een eigen prediker, genaamd Otmar Stab (~1507-1585) aangesteld. Na de dood van haar man woonde zij in het paltsgravenslot in Neumarkt, waar zij onder andere de invoering van het protestantisme verhinderde, die paltsgraaf en keurvorst Otto Hendrik van de Palts met succes in de palts doorvoerde. Ze stierf zonder kinderen na te laten en werd in de Heilig-Geestkerk in Heidelberg begraven.

## Voetnoten
1. ↑  Federico Zuliani, "The Conversion of Christian II of Denmark in Roman Catholic Diplomatic Literature, 1530–1532" in: The Turn of the Soul, 2012, p. 43. DOI:10.1163/9789004226371_004